# Мвера, Самуэл
Самуэл Мвера Чегере (суахили Samwel Mwera Chegere; род. 3 июня 1985, Мусома) — танзанийский легкоатлет, специалист по бегу на средние дистанции. Выступал за сборную Танзании по лёгкой атлетике на всём протяжении 2000-х годов, победитель и призёр ряда крупных международных соревнований, чемпион Всеафриканских игр в Абудже, участник двух летних Олимпийских игр.

## Биография
Самуэл Мвера родился 3 июня 1985 года в городе Мусома области Мара, Танзания.
Впервые заявил о себе не международной арене в сезоне 2001 года, когда вошёл в состав танзанийской национальной сборной и выступил на юношеском чемпионате мира в Дебрецене, где занял в беге на 1500 метров пятое место.
В 2002 году побывал на мировом первенстве среди юниоров в Кингстоне, откуда привёз награду бронзового достоинства, выигранную в дисциплине 1500 метров — в финальном забеге уступил только марокканцу Яссину Бенсгиру и представителю Катара Абдулрахману Сулейману.
Одну из главных побед в своей спортивной карьере одержал в 2003 году на Всеафриканских играх в Абудже — обогнал всех своих соперников на дистанции 800 метров, завоевав тем самым золотую медаль. Также стартовал здесь и на 1500 метров, но показал на финише только шестой результат. Отметился выступлением на Афро-Азиатских играх в Индии, где стал бронзовым призёром на восьмистах метрах.
Благодаря череде удачных выступлений удостоился права защищать честь страны на летних Олимпийских играх 2004 года в Афинах — в беге на 800 метров благополучно преодолел квалификационный этап, но на стадии полуфиналов был дисквалифицирован и не показал никакого результата. Стартовал в этом сезоне в той же дисциплине на чемпионате мира в помещении в Будапеште, однако здесь так же получил дисквалификацию.
После афинской Олимпиады Мвера остался в составе легкоатлетической команды Танзании и продолжил принимать участие в крупнейших международных соревнованиях. Так, в 2005 году он стартовал на чемпионате мира в Хельсинки, а в 2006 году представлял страну на Играх Содружества в Мельбурне.
В 2007 году занял 25 место в беге на 800 метров на мировом первенстве в Осаке.
Находясь в числе лидеров национальной сборной Танзании, прошёл отбор на Олимпийские игры 2008 года в Пекине — на сей раз в дисциплине 800 метров не сумел преодолеть квалификацию, показав в предварительном забеге время 1:50,67.